# Vyskytná nad Jihlavou
Vyskytná nad Jihlavou là một làng thuộc huyện Jihlava, vùng Vysočina, Cộng hòa Séc.